# بورسه (رومانی)
شهر بورسه (به رومانیایی: Borsec) در شهرستان هرگیتا در کشور رومانی واقع شده‌است. جمعیت این شهر ۳٬۱۰۹ نفر  است.